# Bahi Ladgham
Bahi Ladgham (1913-1998) fue un político tunecino. Primer ministro de ese país desde el 7 de noviembre de 1969 al 2 de noviembre de 1970.

## Biografía
Es hijo de Ahmed Ladgham, hijo de un inmigrante libio de Misrata que se estableció en Túnez a mediados del siglo XIX debido a una revuelta local contra la presencia otomana, y una mujer tunecina de la familia Kachoukh del Sahel, Zohra Ben. Aouda, hija de inmigrantes argelinos de Medea que huyeron de la represión francesa de los partidarios de Emir Abd el-Kader; Ella muere cuando él tiene solo ocho años y medio.
Bahi Ladgham, proveniente de una modesta familia que vive en el distrito tunecino de Bab El Akouas, vive en un ambiente cultural donde se mezclan los tunecinos de diferentes orígenes. Estudió en el kouttab de su vecindario antes de ingresar a Sadiki College en 1921 a la edad de ocho años, por consejo de un amigo de su padre, Hassen Chadli. Brillante a lo largo de sus estudios, recibió varios premios y felicitaciones de sus maestros, entre ellos Mohamed Tahar Ben Achour y Mohamed Salah Mzali.
Después de la Primera Guerra Mundial, la trastienda de su padre es un lugar de debate y discusión sobre temas políticos y culturales: la caída del Imperio Otomano, la desislamización de Turquía por Mustafa Kemal Atatürk, la lucha de los nacionalistas libios contra Italia, pero especialmente la situación de Túnez con la fundación de Destour por Abdelaziz Thâalbi en 1920.
Adepto lector, este contexto lo lleva a querer rebelarse contra el ocupante francés.
- Datos: Q800238
- Multimedia: Bahi Ladgham / Q800238